# Willy Abbeloos
Willy Abbeloos (Opwijk, 20 maart 1949) is een voormalig Belgisch wielrenner. Hij was beroepswielrenner van 1971 tot 1976.

## Belangrijkste resultaten
1970
- 3e - etappe 3 Ronde van Luxemburg amateurs
- 1e - Circuit du Hainaut

1971
- 2e - Brussel-Evere amateurs

1972
- 1e - Haaltert
- 1e - Wetteren
- 2e - Lokeren
- 3e - Oostkamp

1973
- 1e - Omloop Mandel-Leie-Schelde
- 1e - etappe 5 Ronde van het Noorden
- 2e - etappe 4 Vierdaagse van Duinkerke
- 3e - Buggenhout
- 7e - Kuurne-Brussel-Kuurne
- 10e - eindklassement Vierdaagse van Duinkerke

1974
- 3e - Houtem
- 3e - Lessen

1975
- 3e - Buggenhout

## Resultaten in voornaamste wedstrijden
| Jaar | Ronde van Italië | Ronde van Frankrijk | Ronde van Spanje |
| ---- | ---------------- | ------------------- | ---------------- |
| 1972 |                  | 65e                 |                  |
| 1973 |                  | opgave              |                  |
| 1975 |                  |                     |                  |
| 1976 |                  |                     |                  |

| Jaar | Milaan-San Remo | Gent-Wevelgem | Ronde van Vlaanderen | Parijs-Roubaix | Kuurne-Brussel-Kuurne | Parijs-Brussel |
| ---- | --------------- | ------------- | -------------------- | -------------- | --------------------- | -------------- |
| 1972 |                 | 57e           | 58e                  |                |                       |                |
| 1973 | 132e            | 42e           |                      |                | 7e                    | 55e            |
| 1975 |                 |               |                      | 27e            |                       |                |
| 1976 |                 |               |                      | 37e            |                       |                |

## Ploegen
- 1971-Hertekamp-Magniflex (vanaf 28/08)
- 1972-Van Cauter-Magniflex-de Gribaldy
- 1973-Watney-Maes
- 1974-Watney-Maes
- 1975-Maes-Watney
- 1976-Maes-Rokado